# Jiu-Jitsu vs Martial Arts
Jiu-Jitsu vs Martial Arts, ou simplesmente JJ vs MA, ou ainda Noite das Artes Marciais, foi um evento de vale-tudo que aconteceu no dia 30 de Novembro de 1984, no Ginásio do Maracanãzinho, no Rio de Janeiro. O evento contou com 5 lutas, 4 delas com integrantes do chamado Gracie Jiu-jitsu contra representantes de várias artes marciais.

## Lutadores
Representantes do Gracie Jiu-jitsu
- Renan Pitanguy (Faixa-preta do Carlson Gracie jiu-jistu) - Falecido em 22 de outubro de 2019
- Ignacio Aragon (faixa-marrom do Carlson Gracie jiu-jistu)
- Fernando "Pinduka" Guimarães (faixa-preta do Carlson Gracie jiu-jistu)
- Marcelo Behring (faixa-preta do Rickson Gracie jiu-jistu)

Representantes das "Artes Marciais"
- Eugênio Tadeu (thai-box/Luta livre)
- Bruce Lucio (kung fu)
- Marco Ruas (thai-box/Luta livre)
- Flávio Molina (thai-boxing)
- Casemiro Nascimento Martins ("Rei Zulu") - Luta livre
- Sérgio Batarelli - campeão mundial de kickboxing full contact